# Ad infinitum
Ad infinitum è una locuzione latina che significa "all'infinito", "per sempre". Può essere usata per descrivere un processo senza fine, in particolare un processo ripetuto senza fine o una serie di istruzioni da ripetere "per sempre". Trova anche impiego come sinonimo della frase latina eccetera, per denotare parole scritte o un concetto che continua a lungo oltre l’elenco che viene mostrato. Esempi: 
- La successione 1, 2, 3 continua ad infinitum.
- Il perimetro di un frattale può essere disegnato iterativamente ad infinitum.

## In letteratura
Lo scrittore del XVII secolo Jonathan Swift ha incorporato l'idea di autosimilarità nei seguenti versi del suo poema satirico On Poetry: a Rhapsody (del 1733):
The vermin only teaze and pinch

Their foes superior by an inch.

So, naturalists observe, a flea

Has smaller fleas that on him prey;

And these have smaller still to bite 'em,

And so proceed ad infinitum.

Thus every poet, in his kind,

Is bit by him that comes behind
Il matematico Augustus De Morgan ha incluso versi simili nel suo poema Siphonaptera:
Great fleas have little fleas upon their backs to bite 'em,

And little fleas have lesser fleas, and so ad infinitum.

And the great fleas themselves, in turn, have greater fleas to go on;

While these again have greater still, and greater still, and so on.
( Augustus De Morgan, A Budget of Paradoxes, Longmans, Green, and Company, 1872,  pp. 376-377.)
La rima appare nella raccolta A Budget of Paradoxes insieme ad una discussione secondo la quale le particelle potrebbero essere composte da cluster di particelle simili "e così via all'infinito", mentre i pianeti e le stelle potrebbero essere particelle di un qualche universo più grande, "e così via all’infinito".